# Rhodometra audeoudi
Rhodometra audeoudi är en fjärilsart som beskrevs av Louis Beethoven Prout 1928. Rhodometra audeoudi ingår i släktet Rhodometra och familjen mätare. Inga underarter finns listade.